# 相澤優子
相澤 優子（あいざわ ゆうこ、1973年〈昭和48年〉9月28日 - ）は、日本の元女子バスケットボール選手、指導者。宮城県出身。現役時代のポジションはポイントガード。

## 来歴
- 利府町立利府中学校から聖和学園高等学校を経てシャンソン化粧品に入社。
- 1998年 シャンソン化粧品を辞め、教師を目指し東北学院大に入学し、バスケットボール部に所属する。
- 2000年から2001年、佐々木桂二監督のもと東北学院大を全日本学生バスケットボール選手権大会でベスト4に導き、国民体育大会では準優勝、優勝を果たす。ユニバーシアード代表も経験する。
- 2002年 大学卒業後に李玉慈（当時の富士通レッドウェーブHC）の誘いで富士通レッドウェーブに入団しWリーグに復帰する。
- 2004年 李コーチとともにシャンソンVマジックに復帰。
  - 04-05・05-06シーズンに永田睦子らと共にシャンソン連覇の立役者となる。
- 2006年 06-07シーズンを最後に現役を引退すると一度は表明したが、同チームの永田、三木聖美の相次ぐ引退発表でチーム力が低下するのを懸念して、引退を撤回。さらに現役を続けることを表明した。
- 2008年 北京オリンピック世界最終予選の日本代表に選出され、主将に任命される。
- 2010年 現役引退とともにシャンソンのヘッドコーチ就任が報道された。Wリーグではいずれも元シャンソンの選手である李玉慈（富士通・シャンソン）、岡里明美（富士通）に次いで3人目の女性HCとなるが、シーズン途中で元韓国ユニバーシアード監督を務めた鄭奉燮と交代、シーズン終了を持って退任した。

## 経歴
- 利府小スポ少 - 利府中 - 聖和学園高校 - シャンソン化粧品（1992年〜1998年） - 東北学院大学 - 富士通（2002年〜2004年） - シャンソン化粧品（2004年〜2010年）

## 日本代表歴
- 2001ユニバーシアード
- 2008北京オリンピック世界最終予選

## 受賞歴
- 01インカレ 優秀選手賞・得点王・3ポイント王
- 03-04シーズン Wリーグベスト5 （ガードとして選出。）
- 04全日本総合バスケットボール選手権大会 大会ベスト5
- 04-05シーズン Wリーグベスト5 （ガードフォワードとして選出）